# September 1988
Portal Geschichte | Portal Biografien | Aktuelle Ereignisse | Jahreskalender | Tagesartikel

◄ |
19. Jahrhundert |
20. Jahrhundert
| 21. Jahrhundert

◄ |
1950er |
1960er |
1970er |
1980er
| 1990er | 2000er | 2010er | ►

◄ |
1984 |
1985 |
1986 |
1987 |
1988
| 1989 | 1990 | 1991 | 1992 | ►

◄ |
Juni 1988 |
Juli 1988 |
August 1988 |
September 1988 |
Oktober 1988 |
November 1988 |
Dezember 1988 |
►
Dieser Artikel behandelt aktuelle Nachrichten und Ereignisse im September 1988.

## Tagesgeschehen

### Samstag, 3. September 1988
- Singapur/Singapur: Bei der Parlamentswahl gewinnt die Volksaktionspartei 80 der 81 Sitze im Parlament. Einen Sitz erhält die Demokratische Partei.[1]
- Stuttgart/Deutschland: Thomas Rautenberg behauptet in der Fernsehsendung Wetten, dass..?, er könne die Farbe von Buntstiften am Geschmack erkennen. Nachdem ihm das scheinbar gelungen ist, bekennt er sich zu seiner wahren Identität als Chefredakteur Bernd Fritz des Magazins Titanic. Die korrekte Farbe der Stifte erkannte er durch Betrug.[2]

### Freitag, 9. September 1988

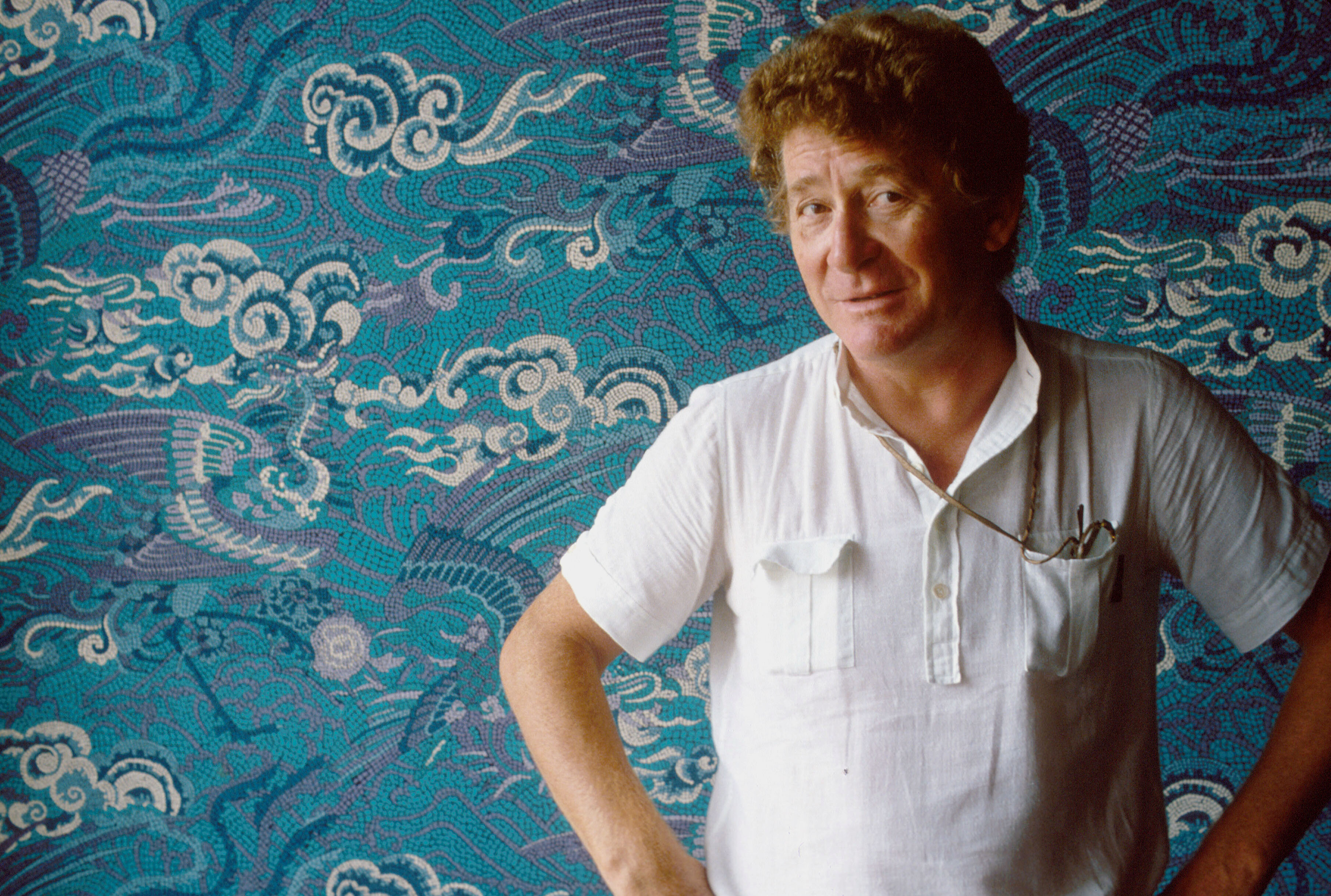
Ermanno Olmi

- Venedig/Italien: Bei den 45. Internationalen Filmfestspielen von Venedig wird der Film Die Legende vom heiligen Trinker des italienischen Regisseurs Ermanno Olmi mit dem Leone d’Oro prämiert.[3]

### Samstag, 10. September 1988
- New York/Vereinigte Staaten: Die 19-jährige deutsche Tennisspielerin Steffi Graf gewinnt nach ihren Turniersiegen bei den diesjährigen Australian Open, French Open und Wimbledon Championships auch das Finale im Dameneinzel der US Open 1988. Damit gelingt ihr ein so genannter „Grand Slam“. Im Endspiel in New York unterliegt ihr die Argentinierin Gabriela Sabatini in drei Sätzen.[4][5]

### Sonntag, 11. September 1988
- Indik: Über dem Indischen Ozean ereignet sich eine ringförmige Sonnenfinsternis. Die Bedeckung der Sonnenscheibe durch den Mond kann jedoch weder vom afrikanischen oder asiatischen noch vom australischen Kontinent aus direkt wahrgenommen werden.[6]
- New York/Vereinigte Staaten: Der schwedische Tennisspieler Mats Wilander gewinnt bei den US Open 1988 das Finale im Herreneinzel gegen den Tschechoslowaken Ivan Lendl in fünf Sätzen.[7]

### Donnerstag, 15. September 1988
- Seoul/Südkorea: Auf der 94. Versammlung des Internationalen Olympischen Komitees wird Lillehammer in Norwegen unter vier Kandidaten als Schauplatz der Olympischen Winterspiele 1994 ausgewählt.[8]

### Samstag, 17. September 1988

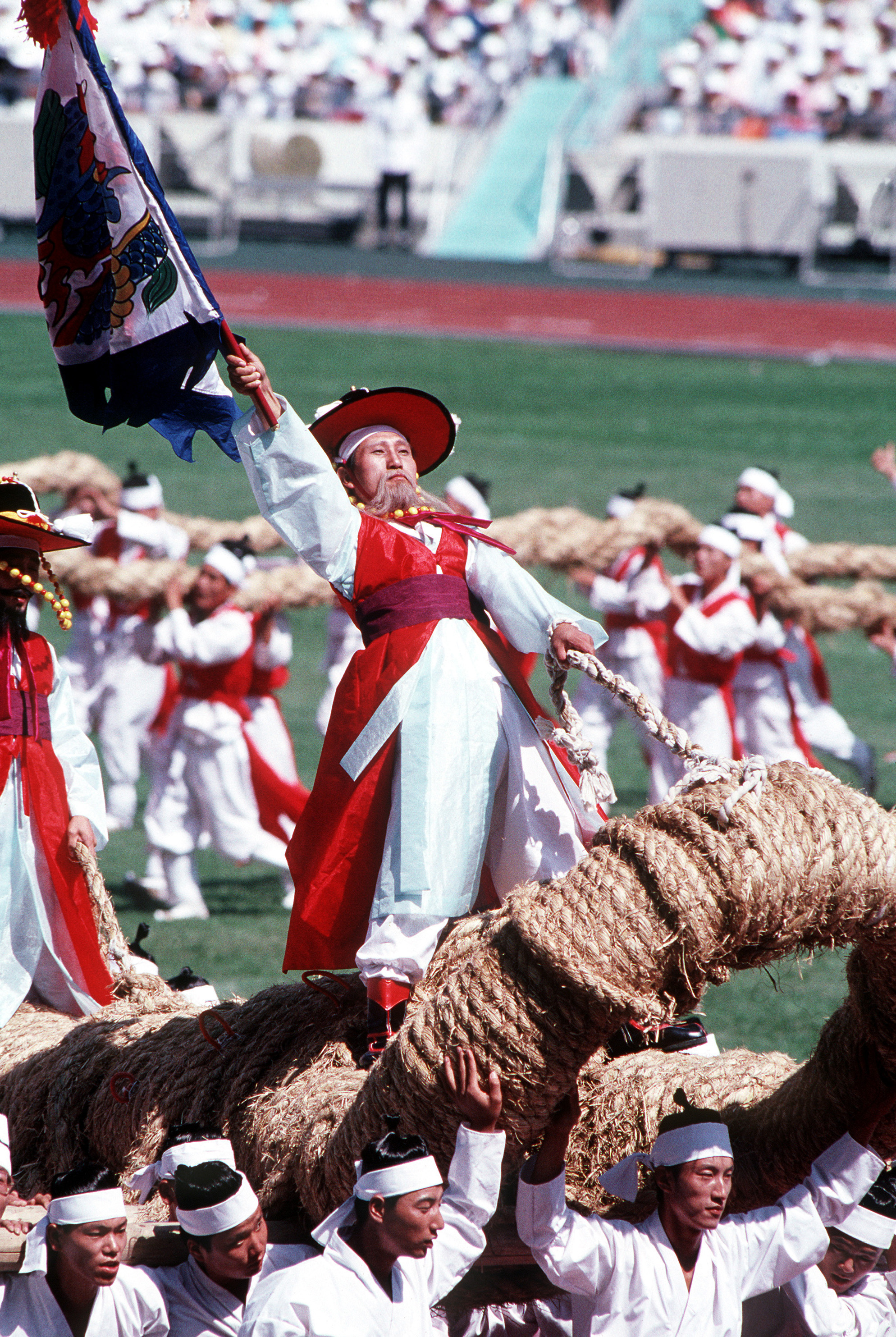
Eröffnungsfeier der Olympischen Spiele

- Seoul/Südkorea: Die XXIV. Olympischen Sommerspiele werden eröffnet. Im Gegensatz zu den vorangegangenen Olympischen Spielen in Moskau und Los Angeles sind alle führenden Sportnationen vertreten.[9]

### Sonntag, 18. September 1988
- Stockholm/Schweden: Bei der Wahl zum Reichstag erzielt die regierende Sozialdemokratische Arbeiterpartei des Ministerpräsidenten Ingvar Carlsson mit 43,2 % der Wählerstimmen das weitaus beste Ergebnis aller Parteien. Mit 18,3 % Stimmanteil liegt die Moderate Sammlungspartei auf Platz 2 in der Wählergunst.[10]

### Montag, 19. September 1988

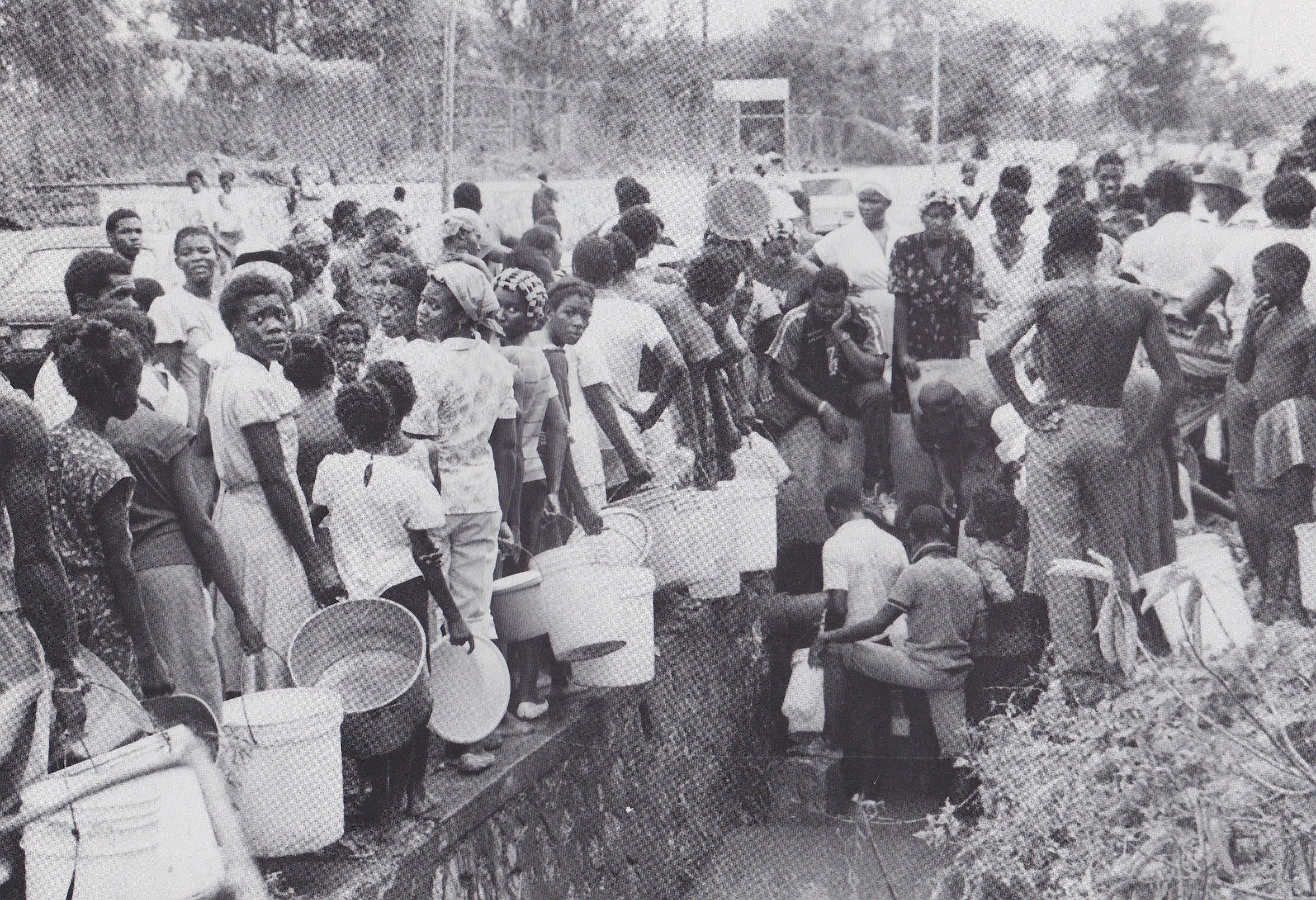
Frischwasser-Not in Kingston Town, Jamaika

- Jamaika, Vereinigte Staaten: Der am 8. September entstandene Hurrikan Gilbert löst sich auf, nachdem er in verschiedenen Ländern den Tod von circa 300 Menschen und Schäden in Höhe von mehreren Milliarden US-Dollar verursachte. Edward Seaga, Premierminister des besonders stark verwüsteten Staats Jamaika, vergleicht Teile des Ostens seines Landes mit „Hiroshima nach der Atombombe“.[11][12]

### Dienstag, 20. September 1988
- Brügge/Belgien: In einer Rede kritisiert die Premierministerin des Vereinigten Königreichs Margaret Thatcher die Politik der EWG als „schwerfällig, ineffizient und in krasser Weise kostspielig“ (englisch „unwieldy, inefficient and grossly expensive“). Sie fordert, dass den freien Wettbewerb hemmende Subventionen abgebaut werden. In der Vergangenheit wies Thatcher mehrfach darauf hin, dass ihr Land zu hohe Transferleistungen an andere Staaten der EWG aufbringe.[13]

### Donnerstag, 22. September 1988

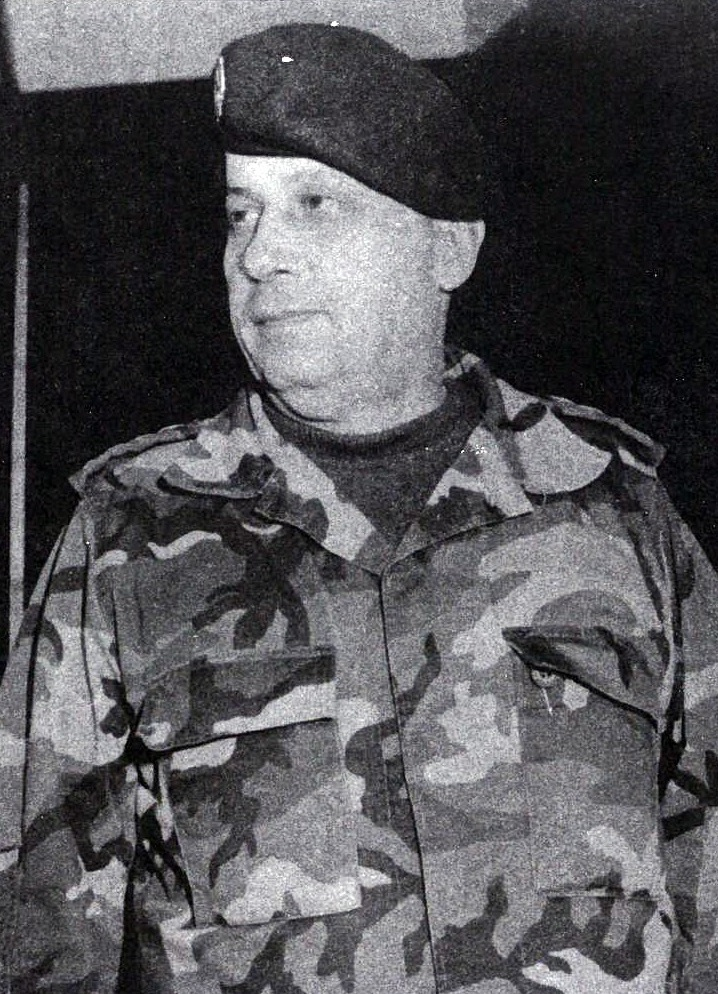
Michel Aoun

- Beirut/Libanon: 15 Minuten vor Ablauf seiner Amtszeit als Staatspräsident bestimmt Amin Gemayel einen General der Streitkräfte des Libanon, Michel Aoun, zum neuen Premierminister, da sich die Nationalversammlung nicht auf einen neuen Präsidenten einigen konnte. Das Amt des Präsidenten, das für maronitische Christen vorgesehen ist, bleibt unbesetzt, und das Amt des Premierministers, das für einen Sunniten vorgesehen ist, übt nun ein maronitischer Christ aus.[14]

### Freitag, 23. September 1988
- Paris/Frankreich: Die Regierung Rocard erlaubt in ausgewählten Kliniken des Landes die Anwendung der so genannten Abtreibungspille „Mifegyne“. Die seit 1980 ungenutzte Erfindung ist eine hormonelle Alternative zur chirurgischen Herbeiführung von Schwangerschaftsabbrüchen und wird von großen Teilen der Gesellschaft als „Mordinstrument“ angesehen. Viele Mediziner und Familienverbände betrachten die Pille jedoch als sinnvollen Fortschritt.[15]
- Stratzing/Österreich: In Niederösterreich finden Archäologen eine Venusfigurine aus der Altsteinzeit. Die „tanzende Venus vom Galgenberg“ entstand in der Phase der frühesten Ausbreitung des Homo sapiens in Mitteleuropa.[16]

### Samstag, 24. September 1988

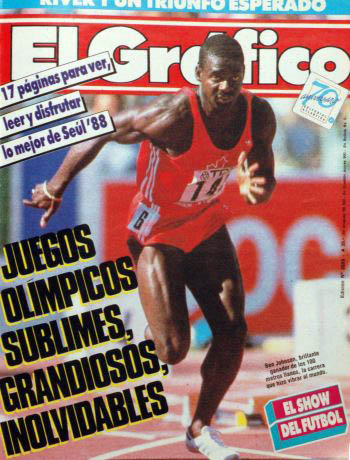
Ben Johnson genießt weltweit Star-Status

- Seoul/Südkorea: Der kanadische Sprinter Ben Johnson absolviert die 100-m-Strecke bei den Olympischen Sommerspielen in elektronisch gestoppten 9,79 s und verbessert damit seinen im Vorjahr aufgestellten Weltrekord über diese Distanz.[17]

### Montag, 26. September 1988
- Seoul/Südkorea: Dem kanadischen Sprinter Ben Johnson wird seine auf der 100-m-Strecke in Weltrekordzeit errungene Gold-Medaille wegen Dopings aberkannt. In der Urinprobe wurde Stanozolol nachgewiesen. Als neue Weltbestmarke gelten die 9,92 s, in denen der Amerikaner Carl Lewis die 100 m im gleichen Lauf absolvierte.[18]

### Dienstag, 27. September 1988
- Warschau/Polen: Die regierende Vereinigte Arbeiterpartei (PZPR) wählt den als liberal geltenden stellvertretenden Parlamentspräsidenten Mieczysław Rakowski (PZPR) zum neuen Ministerpräsidenten. Entgegen seines Rufs als „Erneuerer“ vertrat der 61-jährige im Hinblick auf Demokratie und Pluralismus bislang ausnahmslos konservativ-kommunistische Ansichten.[19]

### Donnerstag, 29. September 1988

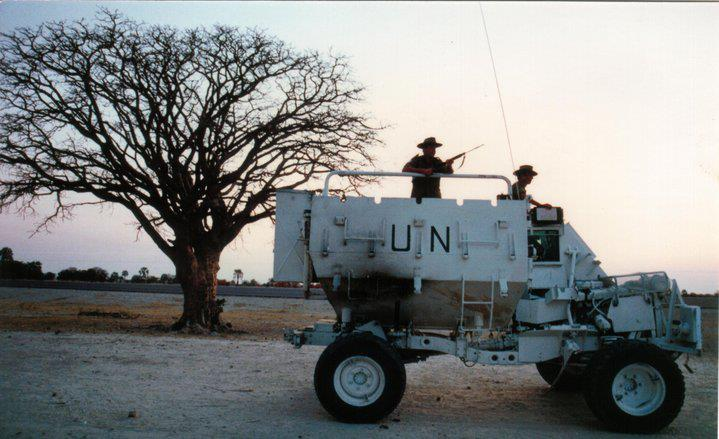
UN-Soldaten in Namibia (1989)

- Oslo/Norwegen: Die 1948 gegründeten Friedenstruppen der Vereinten Nationen werden in Anerkennung ihrer Maßnahmen zur Friedenserhaltung, -schaffung und -sicherung für den diesjährigen Friedensnobelpreis ausgewählt.[20]

### Freitag, 30. September 1988
- Remscheid/Deutschland: Der Trinkwasser-Stausee Dhünntalsperre des Wupperverbands wird 13 Jahre nach Beginn der Bauarbeiten feierlich eingeweiht. Mit einem Vollstau-Volumen von 81 Millionen m³ gilt er als die aktuell größte bundesdeutsche Trinkwasser-Talsperre.[21]